# Onthophagus pseudosellatus
Onthophagus pseudosellatus är en skalbaggsart som beskrevs av Vladimir Balthasar 1964. Onthophagus pseudosellatus ingår i släktet Onthophagus och familjen bladhorningar. Inga underarter finns listade i Catalogue of Life.